# Olho Furta-Cor
Olho Furta-Cor é o décimo sétimo álbum de estúdio da banda brasileira de rock Titãs, lançado em 2 de setembro de 2022 pela Midas Music. O disco foi gravado totalmente no ano de 2022 nos Estúdios Midas, produzido por Rick Bonadio e Sergio Fouad, e celebra os 40 anos do grupo.
Foi indicado ao Grammy Latino de 2023, na categoria Melhor Álbum de Rock ou Música Alternativa em Língua Portuguesa, mas perdeu para Jardineiros, do Planet Hemp.

## Contexto
Antes de Olho Furta-Cor, o último disco de inéditas lançado pelos Titãs havia sido Doze Flores Amarelas, cuja turnê tinha uma estrutura muito cara, o que inviabilizou shows em diversas praças.
Em 28 de maio de 2018, a banda anunciou que Branco Mello se afastaria temporariamente dos shows e atividades da banda para tratar de um tumor na laringe. Quando ele retornou às atividades, a banda entrou em estúdio para gravar o disco Titãs Trio Acústico, que foi lançado em 3 partes e deu origem a uma turnê "desplugada", que rodou o Brasil entre 2019 e 2022.
Em 12 de novembro de 2021, a banda anuncia que, mais uma vez, Branco teria de se afastar devido a uma recidiva do tumor na laringe.  Dessa vez, a pausa foi mais longa, com Branco voltando aos shows somente 7 meses depois, e cantando apenas "Cabeça Dinossauro" durante os shows devido a problemas na voz e recomendações médicas.

### Gravação e lançamento
O álbum foi sendo preparado em encontros na casa de Branco, e também por conta própria pelos membros em suas respectivas casas, até a criação de uma fita demo. Depois disso, foram ao estúdio finalizá-lo. Conforme as medidas sanitárias contra a pandemia de COVID-19 eram flexibilizadas e o grupo pôde retomar sua turnê acústica, algumas músicas do novo disco foram sendo incorporadas ao repertório. Todas as faixas foram compostas em 2021.
As partes vocais de Branco no disco foram incluídas a partir de gravações demo realizadas antes de ele enfrentar tumores na garganta.
Olho Furta-Cor foi lançado em 2 de setembro de 2022, com um show de lançamento sendo realizado no dia 10 do mesmo mês no Tokio Marine Hall. O comunicado de imprensa de divulgação do disco foi escrito pelo jornalista Pedro Bial, que afirma que "os Titãs sempre foram cronistas de seu tempo, com mais fúria que consolo. Talvez a fúria como único consolo possível".
Em 25 de abril de 2025, lançaram um vídeo para o single "São Paulo 1", feito com inteligência artificial pelo diretor Arnaldo Belotto com base em inspirações sugeridas por Branco, como o filme M - Eine Stadt sucht einen Mörder, de Fritz Lang.

## Conceito
Perguntado sobre o conceito por trás do disco, Sérgio Britto afirmou que "nesse 'Olho Furta-Cor' é como se tivéssemos um olhar multicolorido, ou seja, essa cor que contém todas as cores, como se estivéssemos olhando com um olhar diverso para o Brasil e para o mundo. Nós comentamos muitos fatos que têm acontecido ultimamente, como esse isolamento da pandemia, o momento político difícil, a polarização no Brasil e no mundo… acho que todos esses temas estão presentes no disco e outros também mais leves". Ele afirma ainda que "embora o país viva hoje com ameaças à democracia, existe no ar o cheiro de renovação, com uma busca por novos rumos políticos. O "olho furta-cor" manifestaria algo que é ao mesmo tempo, sem cor e com todas as coeres.
O guitarrista Tony Bellotto diz que o disco traz doses de otimismo, mesmo com letras sobre temas pesados e negativos. "Nós acompanhamos o processo da redemocratização brasileira de maneira muito visceral. Na nossa infância e adolescência, vivíamos numa ditadura militar. Britto mesmo viveu anos fora do Brasil, exilado, com o pai. Então, é assustador ver que, depois disso tudo, um governo de extrema direita chegou ao poder com tanto apoio popular. Mas o disco é como um olho furta-cor. Estamos chocados, mas também esperançosos."
O título do disco foi tirado de um verso da música "São Paulo 3", composição de Sérgio Britto em cima de um poema de Haroldo de Campos que foi apresentado ao grupo pelo diretor de teatro Felipe Hirsch. Do mesmo texto, foram extraídas as letras de outra canção - "São Paulo 1", que fecha o disco. As faixas expressam, segundo Sérgio, diferentes facetas da cidade: "o lado mais onírico, quase lisérgico” ("São Paulo 3") e “o lado mais bruto, nervoso” ("São Paulo 1"). Originalmente, "São Paulo" era uma única faixa, porém a banda achou melhor dividi-la e, neste processo a parte 2 se perdeu.
Além dos 40 anos da banda, o ano de lançamento do disco marca outras duas efemérides que o influenciaram: os 200 anos da independência do Brasil e os 100 anos da Semana de Arte Moderna de São Paulo.

## Informações das músicas
A faixa de abertura, "Apocalipse Só", foi escrita por Sérgio e Tony e fala sobre o desmatamento da Floresta Amazônica. Ela inclui um cântico Xingu e um coral infantil do Instituto Anelo, de Campinas; o cântico foi incluído mediante um acordo com a Funai para que a tribo indígena responsável fosse compensada financeiramente; a participação deles remete à devastação da Amazônia e um clima de apocalipse. Já as crianças foram chamadas para passarem um ar de esperança e renovação, em oposição ao clima amargo e apocalíptico da letra. O grupo já havia colaborado com o coral anteriormente, num remix de "Epitáfio" capitaneado por Alok.
O single "Caos", lançado em 14 de julho de 2022, foi escrito como um presente de Rita Lee e Roberto de Carvalho (sendo assinada também pelo filho deles e membro de apoio do grupo, Beto Lee). Comentando sobre ela, Sérgio disse que ela faz referência ao momento vivido pelo Brasil sob Bolsonaro, porém de uma forma bem-humorada, típica de Rita Lee. A faixa acabou sendo a última escrita por Rita, que morreu em maio de 2023.
"Como é Bom Ser Simples" (escrita por Branco, seu filho Bento e Hugo Possolo) fala de "desapego" e "tenta desvincular dessas ameaçadas todas, desses transtornos que nos cercam, de instabilidade política, de pandemia sendo zen, sem deixar de colocar o dedo na ferida". "Raul" é uma homenagem a Raul Seixas e dialoga com a relação entre o baião de Luiz Gonzaga e o rock de Elvis Presley que o cantor estabeleceu em entrevista a Pedro Bial, bem como do "Old Man River" com o "Velho Chico". A letra estabelece então paralelos entre Andy Warhol e Mestre Vitalino; Jackson do Pandeiro e Chuck Berry; Bob Dylan e Patativa do Assaré; Bill Haley e Zé do Fole; Johnny Cash e Catulo da Paixão Cearense; e Mark Twain e Ariano Suassuna.
"Há de Ser Assim" é uma música que "clama por empatia" e "Papai e Mamãe", escrita por Sérgio, foi inspirada pelas consequências do isolamento social em adolescentes - como a própria filha de Sérgio. Inicialmente, a faixa tinha uma perspectiva de um pai convidando a filha a sair e ver o mundo, mas ele sentiu que isso não se comunicaria com adolescentes nessa situação, então ele inverteu o olhar e passou a ser sobre uma pessoa isolada iniciando um processo de introspecção. A música ganhou um clipe animado em estilo que mistura mangá e arte brasileira, dirigido e roteirizado por Nico Matteis.
"Por Galettas" tem letras em espanhol e foi escrita por Sérgio para falar sobre acusações de abusos de soldados de paz da ONU contra crianças no Haiti, assunto que chegou a ele por meio de um artigo no jornal El País.
Outras temáticas presentes no disco incluem a polarização ("Um Mundo") e o amor entre dois homens ("Preciso Falar")

## Faixas
| Faixas de Olho Furta-cor, créditos por Mauro Ferreira |                          |                                         |                                             |         |  |
| N.º                                                   | Título                   | Compositor(es)                          | Vocais principais                           | Duração |  |
| 1.                                                    | "Apocalipse Só"          | Sérgio Britto, Tony Bellotto            | Tony Bellotto e crianças do Instituto Anelo | 3:32    |  |
| 2.                                                    | "Caos"                   | Rita Lee, Beto Lee, Roberto de Carvalho | Sérgio Britto                               | 3:14    |  |
| 3.                                                    | "São Paulo 3"            | Sérgio, Haroldo de Campos               | Sérgio                                      | 2:57    |  |
| 4.                                                    | "Como é Bom Ser Simples" | Branco Mello, Hugo Possolo, Bento Mello | Branco Mello                                | 2:57    |  |
| 5.                                                    | "Raul"                   | Sérgio                                  | Sérgio                                      | 2:47    |  |
| 6.                                                    | "Um Mundo"               | Sérgio, Tony                            | Tony                                        | 2:44    |  |
| 7.                                                    | "Há de Ser Assim"        | Sérgio                                  | Sérgio                                      | 3:07    |  |
| 8.                                                    | "Papai e Mamãe"          | Sérgio                                  | Sérgio                                      | 3:15    |  |
| 9.                                                    | "Eu Sou o Mal"           | Tony                                    | Tony                                        | 2:20    |  |
| 10.                                                   | "Por Galletas"           | Sérgio                                  | Sérgio                                      | 2:46    |  |
| 11.                                                   | "O Melhor Amigo do Cão"  | Branco, Tony                            | Branco                                      | 2:29    |  |
| 12.                                                   | "Preciso Falar"          | Tony                                    | Tony                                        | 2:10    |  |
| 13.                                                   | "Miss Brasil 200 Anos"   | Mário Fabre                             | Sérgio, Fabre                               | 2:19    |  |
| 14.                                                   | "São Paulo 1"            | Sérgio, Haroldo de Campos               | Sérgio                                      | 3:16    |  |

## Créditos

### Titãs
- Branco Mello - vocal principal nas faixas 4 e 11 e baixo.
- Sérgio Britto - vocal principal nas faixas 2,5,7,8,11,13 e 14, vocais de apoio, teclados, piano nas faixas 6, 7 e 11, violão nas faixas 8 e 10.
- Tony Bellotto - vocal principal nas faixas 1,6,9 e 12, guitarra nas faixas 1,2,4,5,7,9,10,11,13 e 14, slide guitar nas faixas 3,10 e 12, violão nas faixas 6, 8,10,11,12.

### Membros de apoio
- Beto Lee - guitarra em todas as faixas exceto 8, 10, 11.
- Mario Fabre - vocal principal na faixa 13 e bateria em todas as faixas.

### Participações especiais
- Crianças do Instituto Anelo - Coros na faixa 1.